# Дискриминант алгебраического числового поля

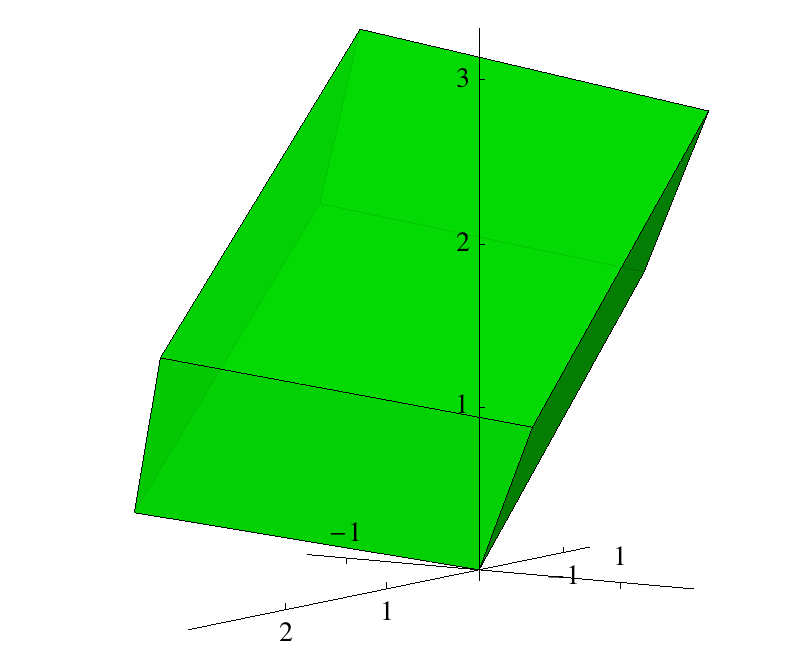
Фундаментальная область кольца целых чисел поля K, полученного из путём присоединения корня. Эта фундаментальная область находится внутри. Дискриминант поля K равен 49 = 7^{2}. Соответственно, объём фундаментальной области равен 7 и K разветвляется только в точке 7.

Дискриминант алгебраического числового поля — это числовой инвариант, который, грубо говоря, измеряет размер (кольца целых чисел) алгебраического числового поля. Более конкретно, он пропорционален квадрату объёма  фундаментальной области кольца целых чисел и он определяет, какие простые числа разветвляются.
Дискриминант является наиболее важным инвариантом числового поля и появляется в некоторых важных аналитических формулах, таких как функциональное уравнение дзета-функции Дедекинда поля K и формула для числа классов поля K. Старая теорема Эрмита утверждает, что имеется лишь конечное число числовых полей с ограниченным дискриминантом, однако определение этого числа остаётся открытой проблемой и является предметом исследований.
Дискриминант поля K может называться абсолютным дискриминантом поля K для того, чтобы отличить его от относительного дискриминанта расширения K/L числовых полей. Последнее является идеалом в кольце целых чисел поля L и подобно абсолютному дискриминанту показывает, какие простые числа разветвляются в K/L. Он является обобщением абсолютного дискриминанта, позволяющим полю L быть больше {\displaystyle \mathbb {Q} }. Фактически, когда {\displaystyle L=\mathbb {Q} }, относительный дискриминант {\displaystyle K/\mathbb {Q} } является главным идеалом кольца {\displaystyle \mathbb {Z} }, порождаемого абсолютным дискриминантом поля K.

## Определение
Пусть K будет алгебраическим числовым полем и пусть OK будет его кольцом целых чисел. Пусть {\displaystyle b_{1},\dots ,b_{n}} будет целочисленным базисом кольца OK (т.е. базис как Z-модуль), и пусть {\displaystyle \{\sigma _{1},\dots ,\sigma _{n}\}} — множество вложений поля K в комплексные числа (т.е. инъективные гомоморфизмы колец {\displaystyle K\rightarrow \mathbb {C} }). Дискриминант поля K равен квадрату определителя n х n матрицы B, (i,j)-элементы которой равны {\displaystyle \sigma _{i}(b_{j})}. В символической форме,
{\displaystyle \Delta _{K}=\det \left({\begin{array}{cccc}\sigma _{1}(b_{1})&\sigma _{1}(b_{2})&\cdots &\sigma _{1}(b_{n})\\\sigma _{2}(b_{1})&\ddots &&\vdots \\\vdots &&\ddots &\vdots \\\sigma _{n}(b_{1})&\cdots &\cdots &\sigma _{n}(b_{n})\end{array}}\right)^{2}.}

Эквивалентно, можно использовать след из K в {\displaystyle \mathbb {Q} }. В частности, определим форму следа как матрицу, (i,j)-элементы которой равны
{\displaystyle \mathbf {Tr} _{K/\mathbb {Q} }(b_{i}b_{j})}. Эта матрица равна BTB, так что дискриминант поля K является определителем этой матрицы.

## Примеры
- Квадратичные числовые поля: пусть d является свободным от квадратов числом, тогда дискриминант поля {\displaystyle K=\mathbf {Q} ({\sqrt {d}})} равен[2]

{\displaystyle \Delta _{K}=\left\{{\begin{array}{ll}d&d\equiv 1{\pmod {4}}\\4d&d\equiv 2,3{\pmod {4}}.\\\end{array}}\right.}
Целое число, которое появляется как дискриминант квадратичного числового поля, называется фундаментальным дискриминантом.
- Круговые поля: пусть n > 2 является целым числом, {\displaystyle \zeta _{n}} — примитивным n-ым корнем из единицы, а {\displaystyle K_{n}=\mathbb {Q} (\zeta _{n})} — n-ым круговым полем. Дискриминант поля {\displaystyle K_{n}} задаётся формулой[2][4]

{\displaystyle \Delta _{K_{n}}=(-1)^{\varphi (n)/2}{\frac {n^{\varphi (n)}}{\displaystyle \prod _{p|n}p^{\varphi (n)/(p-1)}}}}
где {\displaystyle \varphi (n)} — функция Эйлера, а произведение в знаменателе пробегает по всем простым p, делящим n.
- Степенные базисы: В случае, когда кольцо целых чисел имеет степенной целочисленный базис[англ.], то есть может быть записано как {\displaystyle O_{K}=\mathbb {Z} [\alpha ]}, дискриминант поля K равен дискриминанту минимального многочлена от {\displaystyle \alpha }. Чтобы это увидеть, можно выбрать целочисленный базис кольца {\displaystyle O_{K}} равным {\displaystyle b_{1}=1,b_{2}=\alpha ,b_{3}=\alpha ^{2},\dots ,b_{n}=\alpha ^{n-1}}. Тогда матрица в определении является матрицей Вандермонда, ассоциированной с {\displaystyle \alpha _{i}=\sigma _{i}(\alpha )}, квадрат определителя которого равен

{\displaystyle \prod _{1\leq i<j\leq n}(\alpha _{i}-\alpha _{j})^{2}}
что в точности совпадает с определением дискриминанта минимального многочлена.
- Пусть {\displaystyle K=\mathbb {Q} (\alpha )} будет числовым полем, полученным присоединением корня {\displaystyle \alpha } многочлена {\displaystyle x^{3}-x^{2}-2x-8}. Данный пример является оригинальным примером Дедекинда числового поля, кольцо целых чисел которого не обладает степенным базисом. Целочисленный базис задаётся как {\displaystyle \{1,\alpha ,\alpha (\alpha +1)/2\}}, а дискриминант поля K равен −503[5][6].
- Дублирующиеся дискриминанты: дискриминант квадратичного поля единственным образом определяет его, но в общем случае для числовых полей более высокой степени это неверно. Например, имеется два неизоморфных кубических поля[англ.] с дискриминантом 3969. Они получаются присоединением корня многочлена x3 − 21x + 28 или x3 − 21x − 35 соответственно[7].

## Основные результаты
- Теорема Брилля[8]: Знак дискриминанта равен {\displaystyle (-1)^{r_{2}}}, где r2 — число комплексных точек поля K[9].
- Простое число p разветвляется в K тогда и только тогда, когда p делит {\displaystyle \Delta _{K}}[10].
- Теорема Штикельбергера[11]:

{\displaystyle \Delta _{K}\equiv 0} или {\displaystyle 1{\pmod {4}}.}
- Граница Минковского[англ.][12]: Пусть n обозначает степень[англ.] расширения {\displaystyle K/\mathbb {Q} }, а r2 обозначает число комплексных мест поля K, тогда

{\displaystyle |\Delta _{K}|^{1/2}\geqslant {\frac {n^{n}}{n!}}\left({\frac {\pi }{4}}\right)^{r_{2}}\geqslant {\frac {n^{n}}{n!}}\left({\frac {\pi }{4}}\right)^{n/2}.}
- Теорема Минковского[13]: Если K не равно {\displaystyle \mathbb {Q} }, тогда {\displaystyle |\Delta _{K}|>1} (это следует прямо из границы Минковского).
- Теорема Эрмита — Минковского[англ.][14]: Пусть N — положительное целое. Существует лишь конечное число (с точностью до изоморфизма) алгебраических числовых полей K с {\displaystyle |\Delta _{K}|<N}.  Снова, это следует из границы Минковского вместе с теоремой Эрмита (что существует лишь конечное число алгебраических полей с предписанным дискриминантом).

## История

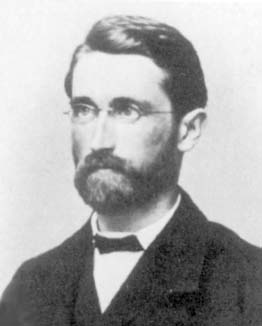
Ричард Дедекинд показал, что любое числовое поле обладает целочисленным базисом, что позволило ему определить дискриминант произвольного числового поля.

Определение дискриминанта общего алгебраического числового поля K было дано Дедекиндом в 1871. В это время он уже знал о связи между дискриминантом и разветвлением.
Теорема Эрмита предшествовала общему определению дискриминанта и доказательство её Шарль Эрмит опубликовал в 1857. В 1877 Александр фон Брилль определил знак детерминанта. Леопольд Кронекер сформулировал теорему Минковского в 1882, хотя доказательство её Герман Минковский дал лишь в 1891. В том же году Минковский опубликовал свою границу детерминанта. К концу девятнадцатого века Штикельбергер, Людвиг получил теорему об остатке дискриминанта по модулю четыре.

## Относительный дискриминант
О дискриминанте, определённом выше, иногда говорят как об абсолютном дискриминанте поля K, чтобы отличить его от относительного дискриминанта {\displaystyle \Delta _{K}/L} расширения числовых полей K/L, который является идеалом в OL. Относительный дискриминант определяется так же, как и абсолютный дискриминант, но следует принимать во внимание, что идеал в OL может не быть главным и что OL может не быть базисом OK. Пусть {\displaystyle \{\sigma _{1},\dots ,\sigma _{n}\}} будет множеством вложений K в {\displaystyle \mathbb {C} }, которые являются единицами на L. Если {\displaystyle b_{1},\dots ,b_{n}} является каким-либо базисом поля K над L, пусть {\displaystyle d(b_{1},\dots ,b_{n}}) будет квадратом детерминанта n х n матрицы, (i,j)-элементы которой равны {\displaystyle \sigma _{i}(b_{j})}. Тогда относительный дискриминант расширения K/L является идеалом, порождённым {\displaystyle d(b_{1},\dots ,b_{n})}, где {\displaystyle \{b_{1},\dots ,b_{n}\}} пробегает по всем целочисленным базисам расширения K/L. (т.е. по базисам со свойством, что {\displaystyle b_{i}\in O_{K}} для всех i.) Альтернативно, относительный дискриминант расширения K/L равен норме дифферента K/L. Когда {\displaystyle L=\mathbb {Q} }, относительный дискриминант {\displaystyle \Delta _{K/\mathbb {Q} }} является главным идеалом кольца {\displaystyle \mathbb {Z} }, порождаемым абсолютным дискриминантом {\displaystyle \Delta _{K}}. В башне полей K/L/F относительные дискриминанты связаны выражением
{\displaystyle \Delta _{K/F}={\mathcal {N}}_{L/F}\left({\Delta _{K/L}}\right)\Delta _{L/F}^{[K:L]}},
где {\displaystyle {\mathcal {N}}} обозначает относительную норму.

### Разветвление
Относительный дискриминант определяет ветвление расширения поля K/L. Главный идеал p поля L разветвляется в K тогда и только тогда, когда он делит относительный дискриминант {\displaystyle \Delta _{K/L}}. Расширение разветвляется тогда и только тогда, когда дискриминант является единичным идеалом. Граница Минковского выше показывает, что не имеется нетривиальных неразветвлённых расширений поля {\displaystyle \mathbb {Q} }. Поля, которые больше {\displaystyle \mathbb {Q} }, могут иметь неразветвлённые расширения. Например, для любого поля с числом классов, бо́льшим единицы его гильбертово поле классов, является нетривиальным неразветвлённым расширением.

## Корневой дискриминант
Корневой дискриминант числового поля K степени n, часто обозначаемый rdK, определяется как n-ый корень абсолютного значения (абсолютного) дискриминанта поля K. Соотношения между относительными дискриминантами в башне полей показывает, что корневой дискриминант не меняется в неразветвлённом расширении. Существование башни полей классов даёт границы для корневого дискриминанта — существование бесконечной башни полей классов над {\displaystyle \mathbb {Q} ({\sqrt {-m}})}, где m = 3·5·7·11·19, показывает, что имеется бесконечно иного полей с корневым дискриминантом 2√m ≈ 296,276. Если r и 2s равны числу вещественных и комплексных вложений, так что {\displaystyle n=r+2s}, положим {\displaystyle \rho =r/n} и {\displaystyle \sigma =2s/n}. Обозначим через {\displaystyle \alpha (\rho ,\sigma )} инфимум rdK для полей K с {\displaystyle (r',2s')=({\rho }n,{\sigma }n)}. Мы имеем (для достаточно больших)
{\displaystyle \alpha (\rho ,\sigma )\geqslant 60,8^{\rho }22,3^{\sigma }},
а в предположении верности обобщённой гипотезы Римана
{\displaystyle \alpha (\rho ,\sigma )\geqslant 215,3^{\rho }44,7^{\sigma }.}
Таким образом, мы имеем {\displaystyle \alpha (0,1)<296,276}. Мартине показал, что {\displaystyle \alpha (0,1)<93} и {\displaystyle \alpha (1,0)<1059}. Войт доказал, что для чисто вещественных полей корневой дискриминант > 14 с 1229 исключениями.

## Связь с другими величинами
- При вложении в {\displaystyle K\otimes _{\mathbf {Q} }\mathbf {R} } объём фундаментальной области кольца OK равен {\displaystyle {\sqrt {|\Delta _{K}|}}} (иногда используется другая мера и объём получается равным {\displaystyle 2^{-r_{2}}{\sqrt {|\Delta _{K}|}}}, где r2 — число комплексных мест поля K).
- Поскольку дискриминант появляется в этой формуле для объёма, он также появляется в функциональном уравнении дзета-функция Дедекинда поля K, а потому также в аналитической формуле числа классов и в теореме Брауэра–Зигеля[англ.].
- Относительный дискриминант расширения K/L равен кондуктору Артина[англ.] регулярного представления[англ.] группы Галуа расширения K/L. Это даёт связь между кондукторами Артина и характерами[англ.] группы Галуа расширения K/L, которая называется формулой кондуктора-дискриминанта[англ.][30].